# Campionat Europeu de Salts de 2015 – per equips
La prova d'equips del Campionat Europeu de Salts de 2015 es va disputar a Rostock el dia 9 de juny.

## Resultats
Els resultats de la competició foren els següents:
| #  | Saltadors                                     | País          | Final  | Final   |
| #  | Saltadors                                     | País          | Punts  | Posició |
| -- | --------------------------------------------- | ------------- | ------ | ------- |
| 1  | Nadejda Bàjina Víktor Minibàiev               | Rússia        | 406,50 | 1       |
| 2  | Maria Kurjo Patrick Hausding                  | Alemanya      | 399,15 | 2       |
| 3  | Iúlia Prokoptxuk Il·lià Kvaixà                | Ucraïna       | 383,50 | 3       |
| 4  | Laura Marino Matthieu Rosset                  | França        | 369,10 | 4       |
| 5  | Bátki Noémi Michele Benedetti                 | Itàlia        | 351,50 | 5       |
| 6  | Mara Elena Aiacoboae Cătălin Constantin Cosma | Romania       | 309,25 | 6       |
| 7  | Isabelle Svantesson Jesper Tolvers            | Suècia        | 305,10 | 7       |
| 8  | Georgia Ward James Denny                      | Regne Unit    | 299,10 | 8       |
| 9  | Celine van Duijn Joey van Etten               | Països Baixos | 290,35 | 9       |
| 10 | Anne Vilde Tuxen Daniel Jensen                | Noruega       | 274,35 | 10      |